# Mike Sedillo
Michael John Sedillo (ur. 22 grudnia 1959 w Los Angeles) – amerykański bokser pochodzenia meksykańskiego, były zawodowy mistrz świata Stanów Zjednoczonych w kategorii półciężkiej oraz zawodowy mistrz Meksyku w kategorii ciężkiej.

## Kariera zawodowa
Jako zawodowiec zadebiutował 21 marca 1983 roku, pokonując przez nokaut w trzeciej rundzie Mike'a DeLucę. W 1983 roku walczył jeszcze siedmiokrotnie, odnosząc same zwycięstwa.
Pierwszą walkę w 1984 roku stoczył 30 stycznia, mając za rywala Jamesa Salerno. Sedillo zwyciężył na punkty w dziesięciorundowym pojedynku, odnosząc dziewiąte zwycięstwo w karierze zawodowej. Następną walkę stoczył 23 kwietnia tego samego roku, mając za rywala G.C. Smitha, którego pokonał przez techniczny nokaut w siódmej rundzie. W swoim kolejnym zawodowym pojedynku, który odbył się 9 stycznia 1985 roku, Sedillo doznał pierwszej porażki w karierze, przegrywając jednogłośnie na punkty (113-115, 112-115, 112-117) z Groverem Robinsonem.
18 maja 1989 roku został mistrzem Stanów Zjednoczonych w kategorii półciężkiej. W walce o tytuł pokonał Uriaha Granta, wygrywając z nim jednogłośnie na punkty. 22 grudnia 1989 zmierzył się o mistrzostwo świata WBO w kategorii półciężkiej z niepokonanym rodakiem Michaelem Moorerem, który do czasu pojedynku z Sedillo miał na koncie 17. zwycięstw, wszystkie odnosząc przed czasem. Sedillo przegrał przez techniczny nokaut w szóstej rundzie, po tym jak pojedynek został przerwany przez sędziego. 27 lutego 1993 roku ponownie walczył o mistrzostwo świata WBO w kategorii półciężkiej, przegrywając jednogłośnie na punkty z Leeonzerem Barberem.
Po porażce w walce o mistrzostwo świata WBO, Sedillo kontynuował karierę do 2002 roku, odnosząc głównie porażki. Ostatni pojedynek stoczył 27 czerwca 2002 roku, przegrywając przez nokaut w drugiej rundzie z Duncanem Dokiwarim.